# Cercomantispa
Cercomantispa is een geslacht van insecten uit de familie van de Mantispidae, die tot de orde netvleugeligen (Neuroptera) behoort.

## Soorten
Deze lijst van 16 stuks is mogelijk niet compleet.
- C. condei Poivre, 1982
- C. decellei Poivre, 1982
- C. finoti (Navás, 1915)
- C. keiseri Handschin, 1963
- C. mozambica (Westwood, 1852)
- C. natalica (Navás, 1909)
- C. ndjallai Poivre, 1981
- C. nigricornis (Navás, 1926)
- C. paolina (Navás, 1930)
- C. perparva (Esben-Petersen, 1917)
- C. picea (Esben-Petersen, 1917)
- C. pulla (Navás, 1935)
- C. stenostigma (Navás, 1936)
- C. tristella (Navás, 1936)
- C. tristis (Navás, 1936)
- C. vulpes (Stitz, 1913)